# Cropredy
Cropredy is een civil parish in het bestuurlijke gebied Cherwell, in het Engelse graafschap Oxfordshire met 717 inwoners.